# Anthony Indelicato
Anthony Indelicato (nacido en 1955), también conocido como "Bruno" y "Whack-Whack", es un caporegime estadounidense de la familia criminal Bonanno de Nueva York.

## Primeros años
Anthony Indelicato es hijo de Alphonse "Sonny Red" Indelicato, un poderoso capo de la familia Bonanno. La esposa de Anthony Indelicato es Catherine Burke, una hija del socio de la familia criminal Lucchese Jimmy Burke.
En 1979, Anthony Indelicato participó en el asesinato del jefe de los Bonanno Carmine Galante.  Con el jefe oficial de los Bonanno Philip Rastelli en prisión, Galante había tomado el control efectivo de la familia a principios de la década de 1970. Su crueldad y ambición le crearon muchos enemigos dentro de la familia Bonanno y en las otras familias de Nueva York.
La Comisión de la Mafia permitió finalmente que varios capos Bonanno planearan el asesinato de Galante. El 12 de julio de 1979, Galante entró a comer en el Joe and Mary's Italian-American Restaurant de Bushwick, Brooklyn. Tres pistoleros lo asesinaron en su mesa mientras almorzaba en el patio del restaurante. Otros dos hombres que estaban sentados con él también fueron asesinados. Como recompensa por su participación en el asesinato de Galante, Indelicato fue ascendido a capo.

## Asesinato de tres capos
Tras el asesinato de Galante, estalló una lucha de poder entre dos facciones de la familia Bonanno. Una facción incluía a los capos Dominick Napolitano y Joseph Massino, que eran leales a Rastelli. La segunda facción, que incluía al padre de Indelicato, Alphonse, Philip Giaccone y Dominick Trinchera, quería asesinar a los líderes de la facción de Massino y asumir el poder para sí mismos. Tras recibir el permiso de la Comisión de la Mafia, Massino organizó un complot para asesinar primero a los capitanes rivales.
Más tarde, Napolitano se puso en contacto con el agente encubierto Donnie Brasco, a quien esperaba convertir en un made man, para asesinar a Indelicato, que previamente había eludido la muerte tras faltar a una reunión en la que murieron su padre, Giaccone y Trinchera el 5 de mayo de 1981. Su padre trajo en su lugar a Lino, que fue el único superviviente de la masacre. Lino, que había escapado, se pasó rápidamente al bando de Massino. Napolitano encargó al socio Donnie Brasco, a quien esperaba convertir en un hombre hecho, que matara a Indelicato."Brasco", sin embargo, era en realidad un agente encubierto del FBI llamado Joseph Pistone; poco después de que se ordenara el golpe, se puso fin a la misión de Pistone y se informó a Napolitano de su infiltración.
Tras el asesinato de su padre, Indelicato se escondió en Fort Lauderdale, Florida.

## Juicio y prisión de la Comisión de la Mafia
El 19 de noviembre de 1986, Indelicato fue condenado por el asesinato de Galante en 1979 durante el histórico Juicio de la Comisión de la Mafia. El 13 de enero de 1987, fue condenado a 40 años de prisión y a pagar una multa de 50.000 dólares. Poco después de ingresar en prisión en Lewisburg, Pensilvania, Indelicato conoció a Catherine Burke mientras ésta visitaba a su amigo encarcelado John Carneglia. En 1992, Indelicato y Catherine Burke se casaron en la prisión federal de Terre Haute, Indiana. En 1998, Indelicato salió de la cárcel en libertad condicional.

## Asesinato de Santoro
En 2001, Indelicato participó en el asesinato de Frank Santoro, socio de la familia Bonanno, que había amenazado con secuestrar a uno de los hijos del entonces capo de Bonanno, Vincent "Vinny Gorgeous" Basciano.<{ref>«'Vinny Gorgeous' culpable de asesinato». UPI.com. United Press International. 1 de agosto de 2007. Consultado el 22 de marzo de 2011.</ref> En julio de 2001, Indelicato fue detenido por violar la libertad condicional después de que los investigadores le grabaran en vídeo y le fotografiaran relacionándose con hombres entre los que se encontraba Basciano. En febrero de 2006, Indelicato fue acusado de asesinato y crimen organizado por el asesinato de Santoro en 2001. En agosto de 2008, Indelicato se declaró culpable de asesinato, y el 16 de diciembre de 2008 fue condenado a 20 años de prisión federal. Indelicato fue encarcelado en la Institución Correccional Federal, Danbury. Fue puesto en libertad el 20 de mayo de 2022.

## En la cultura popular
- En la película de 1997 Donnie Brasco'], Anthony Indelicato fue interpretado por Brian Tarantina.